# Marielle Lahti
Karin Marielle Lahti, tidigare Liikanen, född 5 februari 1969 i Katrineholms församling, Södermanlands län, är en svensk politiker (miljöpartist). Hon var riksdagsledamot (tjänstgörande ersättare) mellan 1 november2022 och 26 juni 2023 för Södermanlands läns valkrets.
Lahti kandiderade i riksdagsvalet 2022 och blev ersättare. Hon var tjänstgörande ersättare för Linus Lakso från 1 november 2022 till 26 juni 2023. I riksdagen var Lahti suppleant i EU-nämnden samt extra suppleant i finansutskottet, näringsutskottet och skatteutskottet.